# Émile Chevalet
Pour les articles homonymes, voir Chevalet.
Émile Chevalet, né le 1er novembre 1813 à Levroux et mort le 14 janvier 1894 à Paris 17e, est un homme de lettres, journaliste, historien et librettiste français.

## Biographie
Alors qu’il était clerc de notaire en province, Chevalet publia, en 1832, un roman : Amélie ou la grisette de province sous le nom de plume d’« Émile Rossi ». Ayant tenté sans succès sa chance à Paris, il retourna comme précepteur en province où il se maria. Il fut alors attaché comme employé au ministère de la Guerre, où il devint chef de bureau. À partir de ce moment, il écrivit des ouvrages de genres très différents : vaudevilles, livrets d’opérette, comédies, nouvelles, romans, livres d’histoire, essais d’économie et de philosophie et même ouvrages d’enseignement pour les écoles régimentaires sans nom d’auteur.
On lui doit notamment le livret du Violoneux d’Offenbach avec Eugène Mestépès, la comédie la Canne d’un brave homme ; des nouvelles et des romans, collaborant notamment avec Paul Féval sur Madame Pistache (1854), Le Roi de la barrière (1855), Roch Farelli (1854) ou avec Maurice d’Arcis sur les Mémoires d’une pièce de cinq francs (1885) ; la Famille d’un émigré ; les 365, annuaire de la littérature et des auteurs contemporains (1858) ; Précis d’histoire moderne et contemporaine (1865) ; Histoire politique et militaire de la Prusse (1867) ; Mil huit cent quarante-huit, le roman dans l’histoire (1878) ; la Question sociale (1882) ; Voyage en Islande (1884).
Comme journaliste, il a collaboré au Corsaire et au Le Figaro, donné des articles au Journal de l’armée territoriale sous le pseudonyme de « Théols » et rédigé presque seul dans les dernières années de sa vie l’Éclaireur du Berry. Il a également complété le Dictionnaire d’Administration militaire de Victor Saussine. Il fut également rédacteur en chef du journal hebdomadaire " Jacques Bonhomme " à sa création en 1861.